# Лісна вулиця (Київ, Дарницький район)
Лісна́ ву́лиця — вулиця в Дарницькому районі міста Києва, місцевість Бортничі. Пролягає від вулиць Євгенія Харченка і Світлої до межі міста.
Виникла у середині ХХ століття під такою ж назвою (як така, що проходить попід лісом).
До вулиці Лісної прилучаються вулиці Петра Прокоповича, Леоніли Заглади, Садова, Суворова, Сергія Світославського, Варвари Маслюченко, Борова, Лісовий провулок.
Забудовано лише парний бік. З непарного боку прилягає лісовий масив.